# 柿原徹也の超ラジ!
『Voice of A&G Digital 柿原徹也の超ラジ!』（かきはらてつやのちょうラジ）は、2007年3月13日から9月25日まで超!A&G+で生放送されていラジオ番組。パーソナリティは柿原徹也。

## 放送概要
パーソナリティ
- 柿原徹也（愛称：カッキー）

放送日
- 2007年3月13日 - 2007年9月25日

放送時間
- 火曜日 17:30 - 19:00（リピート放送：火曜日：22:30 - 24:00、水曜日：7:30 - 9:00、12:30 - 14:00）

## コーナー
WWWA カッキー名言集を作ろう
超ラジ・リンクドラマ
アレ聞いた? JOQR
Kacky's Note!
かっきい君をプロデュース!
超ラジ!ちょいす
Yoppyからの挑戦状!
Kacky's アンサー

## ゲスト
- #23（2007年8月14日） - 藤田麻衣子